# Lindsay Lohan

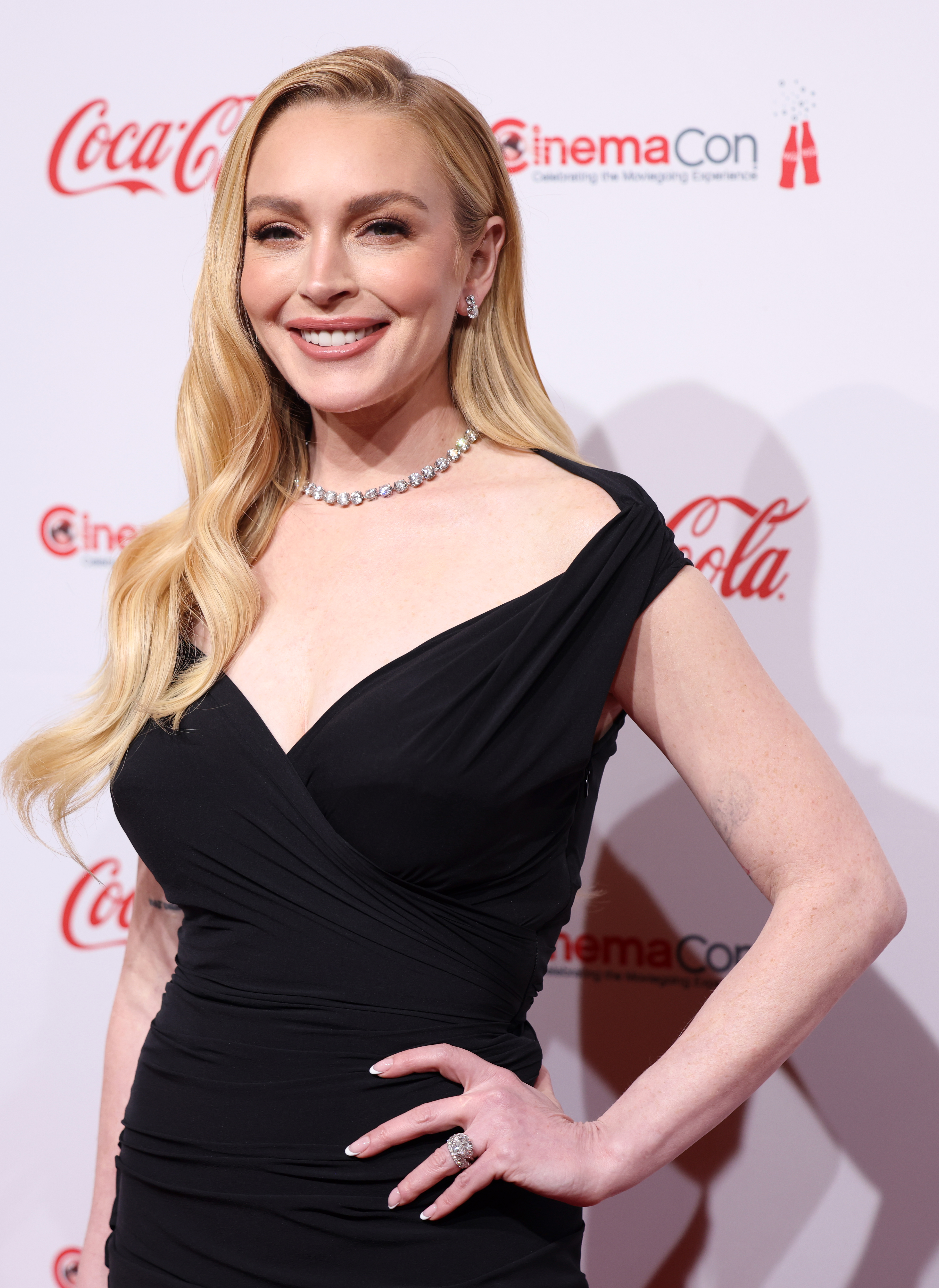
Lindsay Lohan (2025)

Lindsay Dee Lohan ['lɪndzɪ ˈloʊ.ən] (* 2. Juli 1986 in New York City) ist eine US-amerikanische Schauspielerin, Pop-Sängerin, Model und Unternehmerin. Bekannt wurde sie vor allem durch mehrere Disney-Filmkomödien.

## Leben

### Familie und Jugend
Lindsay Lohan ist das erste Kind von Dina, einer Analystin und Managerin, und Michael Lohan, einem Börsenmakler. Sie wuchs mit ihren Geschwistern Michael, Aliana und Dakota in New York City auf. Schon mit drei Jahren stand sie vor Fernseh- und Fotokameras. Sie wirkte bis heute in etwa sechzig Werbespots mit, etwa für die Fast-Food-Kette Pizza Hut und als Ford-Fotomodell. Zusammen mit Lana Del Rey war sie auf Einkaufstaschen des Modelabels Abercrombie & Fitch zu sehen. Mit 17 Jahren erschien sie auf dem Cover der nordamerikanischen und britischen Ausgabe von Vanity Fair.

### Karriere

#### 1998–2004: Durchbruch als Disney-Star
Im Juli 1998 gab Lohan im Alter von zwölf Jahren ihr Kinodebüt, als sie in Ein Zwilling kommt selten allein (der US-amerikanischen Neuverfilmung von Die Vermählung ihrer Eltern geben bekannt) die Zwillingsschwestern Hallie Parker und Annie James spielte. Der Film wurde mit einem weltweiten Einspielergebnis von 92 Millionen US-Dollar ein großer Erfolg. Lohan erhielt für ihre Darbietung wohlwollende Kritik.
Im März 2000 wurde mit Life Size ein Fernsehfilm mit Lohan in der Hauptrolle auf dem Disney Channel ausgestrahlt. Ab Juni 2002 lief auf demselben Kanal Get a Clue, wo sie ebenfalls die Hauptrolle spielte.
Im Juli 2003 feierte der Kinofilm Freaky Friday, eine weitere Neuverfilmung der Walt-Disney-Company, Premiere. Es war für Lohan der endgültige Durchbruch als Schauspielerin. Der Film wurde mit einem weltweiten Einspielergebnis von 160 Millionen US-Dollar zu einem großen Erfolg. Für ihre Darbietung wurde Lohan von den Kritikern gelobt.
Im Jahr 2004 folgten zwei weitere Kinofilme mit Lohan in der Hauptrolle: im Januar Bekenntnisse einer Highschool-Diva (Originaltitel: Confessions of a Teenage Drama Queen, 33 Millionen US-Dollar Einnahmen weltweit), und im Mai Girls Club – Vorsicht bissig! (Originaltitel: Mean Girls, weltweites Einspielergebnis in Höhe von 129 Millionen US-Dollar), für den sie erneut viel gute Kritik erntete.

#### 2004–2005: Ausflug in die Musikbranche

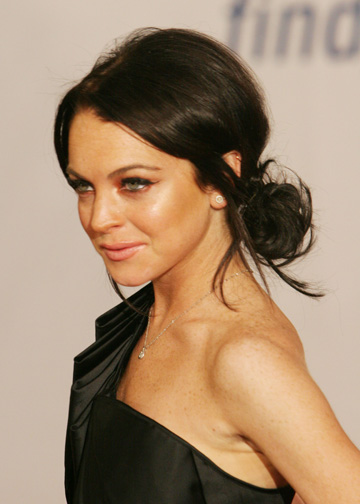
Lindsay Lohan (2006)

Im September 2004 erschienen unter dem Label Casablanca Records die erste Single und das erste Album von ihr. Ihre Debütsingle Rumors erreichte Platz 106 der Billboard Hot 100 und Gold-Status. Am 7. Dezember 2004 folgte ihr Debütalbum Speak, das Platz 4 der Billboard 200 erreichte und eine Platin-Auszeichnung (eine Million verkaufte Exemplare) erhielt. Jedoch fand ihre Musik außerhalb der Vereinigten Staaten kaum Beachtung.
Im Juli 2005 hatte der Kinofilm Herbie Fully Loaded – Ein toller Käfer startet durch Premiere, in dem Lohan die Hauptrolle spielte. Die Neuauflage des Films Herbie erzielte weltweite Einnahmen von 144 Millionen US-Dollar. Nach diesem Film beendete Lohan ihre siebenjährige Zusammenarbeit mit Disney. Sie wollte sich als ernstzunehmende Schauspielerin fernab vom Disney-Star-Image etablieren und ambitioniertere Rollen spielen.
Im November 2005 erschienen ihre Single Confessions of a Broken Heart (Daughter to Father), der einen Monat später ihr zweites Album A Little More Personal (Raw) folgte. Die Platte beinhaltete zwar ernstere, emotionalere und teils biografische Texte sowie melancholischen Rock/Pop, erreichte aber nicht den Hitstatus des Vorgängers.

#### 2006–2011: Kinofilme und weitere Musikprojekte
Im Mai 2006 hatte Lohan ihre erste Hauptrolle in einem Kinofilm außerhalb der Disney-Reihe. Zum Glück geküsst wurde jedoch verrissen und war kommerziell ein Flop. 2007 spielte sie die Hauptrolle in den Kinofilmen Georgias Gesetz und Ich weiß, wer mich getötet hat. Beide Produktionen konnten nicht an ihre Erfolge als Disney-Star anknüpfen.
Ende Mai 2008 erschien die Single Bossy als Vorabauskopplung. Ihr drittes Album mit dem Titel Spirit in the Dark sollte dann im Herbst 2008 veröffentlicht werden, jedoch wurden die Arbeiten daran aufgrund ihrer privaten Probleme eingestellt.
Im Juli 2009 fand die Erstausstrahlung des Fernsehfilms (K)ein bisschen schwanger mit Lohan in der Hauptrolle auf ABC Family statt. Der Film wurde ein Quotenerfolg.
Lohan war in der Januar/Februar-Ausgabe 2012 des US-Magazins Playboy mit Aktfotos zu sehen, auf denen sie im Look von Marilyn Monroe gezeigt wurde. Da die Fotos vorab ins Internet gelangt waren, wurde der Verkauf des Heftes vorgezogen. Hugh Hefner zufolge brach das Heft Verkaufserfolge.

#### 2012–2020:Liz & Dick,Fernsehauftritte und Theater
2012 drehte sie den Fernsehfilm Liz & Dick, eine Verfilmung des Lebens von Elizabeth Taylor mit Lohan als Liz. Der Film sollte ein schauspielerisches Comeback für sie werden, da sie zuletzt vor allem durch negative Schlagzeilen aus ihrem Privatleben auf sich aufmerksam gemacht hatte. Während der Dreharbeiten musste sie notfallmäßig wegen Erschöpfung und Dehydratation behandelt werden. Er wurde im November 2012 auf Lifetime ausgestrahlt. Sowohl der Film als auch Lohans schauspielerische Leistung erhielten mehrheitlich negative Kritiken. 2012 trat sie als Gastmoderator in der Talkshow Chelsea Lately auf E! Entertainment Television auf, wo sie Chelsea Handler vertrat. Die Folge wurde zur meistgestreamten der Reihe. Sie wiederholte 2013 diese Rolle, gerade sechs Tage nach einer 90-tägigen Inhaftierung wegen eines vom Gericht angeordneten Entzuges.
2013 hatte sie einen Gastauftritt in der Eröffnungsszene des Films Scary Movie 5 zusammen mit Charlie Sheen. Die Szene gilt als eines der wenigen Highlights in einem ansonsten von Kritikern verrissenen Film. An der Seite von Charlie Sheen hatte sie ebenfalls einen Gastauftritt in dessen Sitcom Anger Management.
Für die weibliche Hauptrolle in dem 2013 veröffentlichten und überwiegend negativ beurteilten Erotikthriller The Canyons nach einem Drehbuch von Bret Easton Ellis und unter der Regie von Paul Schrader erhielt Lohan teils positive Kritiken. Gleichzeitig soll die Zusammenarbeit zwischen ihr und Schrader konfliktbelastet gewesen sein. Schrader beschrieb sie als „Zicke“ und ließ Teile der Dreharbeiten mitfilmen, um dies zu untermauern. Unter anderem soll sie sich an einem Drehtag krankgemeldet haben, weil sie in der Nacht mit Lady Gaga feiern war. Die männliche Hauptrolle spielte der Pornodarsteller James Deen.
Im April 2014 erschien die achtteilige Dokuserie Lindsay auf Oprah Winfreys Fernsehsender Oprah Winfrey Network (OWN). Die Serie zeigt ihren Neuanfang nach Beendigung der Reha und Umzug nach New York. Nach einem guten Start brachen die Zuschauerquoten ein. Die Kritiken waren gemischt. Es folgte ein Auftritt beim Silversterspecial Dick Clark's New Year’s Rockin' Eve und 2014 in der Fernsehserie 2 Broke Girls.
Im Oktober 2014 hatte sie außerdem ihr Schauspieldebüt am Theater. Sie war Hauptdarstellerin in der Westend-Produktion Speed-the-Plow von David Mamet. Die Rolle einer Sekretärin eines Hollywood-Produzenten wurde ursprünglich für Madonna geschrieben. Die Kritik war verhalten.
2015 hatte sie einen Gastauftritt auf Duran Durans Album Paper Gods. Sie singt bei dem Lied Danceophobia. Im gleichen Jahr drehte sie den Werwolf-Thriller Among the Shadows, der jedoch erst 2019 veröffentlicht wurde. 2018 spielte sie in der zweiten Staffel von Sick Note mit. 2018 erschien die Reality-Serie Lindsay Lohan’s Beach Club auf MTV, die sie bei dem Aufbau eines Beach Clubs auf Mykonos zeigt. Die Serie wurde nach einer Staffel eingestellt. Im Anschluss saß sie in der Jury der australischen Ausgabe von Masked Singer. Sie war auch für eine zweite Staffel eingeplant, durfte jedoch wegen der COVID-19-Pandemie nicht von ihrem Wohnsitz in Dubai nach Australien reisen.
2020 setzte sie mit der Single Back to Me auf Republic Records ihre Musikkarriere fort. Es war die erste Single seit zwölf Jahren.

### Seit 2021: Rückkehr zum Film
2022 erschien der Weihnachtsfilm Falling for Christmas auf Netflix, ihre erste Hauptrolle in einer Major-Produktion seit zehn Jahren. Er markierte den erfolgreichsten Weihnachtsfilm in den Vereinigten Staaten 2022. Parallel zum Film war sie auch am Soundtrack beteiligt und coverte unter anderem Jingle Bell Rock, der als Single ausgekoppelt wurde.
Im März 2022 gab Netflix bekannt, dass sich Lohan für zwei weitere Filme verpflichtet hatte. Irish Wish erschien im März 2024. Es handelt sich um eine Fantasy-Romanze. Am 27. November 2024 erschien Our Little Secret, ein weiterer Weihnachtsfilm mit Ian Harding in der männlichen Hauptrolle. Regie führte Stephen Herek.

## Privates
Lohan war im Jahr 2002 mit Aaron Carter, im Jahr 2004 mit Wilmer Valderrama, im Jahr 2006 mit Hard-Rock-Cafe-Erbe Harry Morton und von 2008 bis 2009 mit Samantha Ronson liiert.
Im Jahr 2013 gab es Gerüchte über eine Verlobung von Lohan und Nico Tortorella, die später dementiert wurden. Während der Dreharbeiten zur Dokuserie Lindsay hatte sie eine Fehlgeburt, die sie in der letzten Folge der Serie öffentlich machte.
Im Jahr 2016 verlobte sich Lohan mit dem Russen Egor Tarabasov.
Seit dem Jahr 2016 ist Lindsay Lohan auch Namensgeberin für eine eigene Disco in Athen. Der Name lautet „Lohan Nightclub“.
Im September 2018 sorgte ein Instagram-Video für Beachtung und Kritik, in dem sie eine mutmaßlich obdachlose Familie filmte und die Kinder zu sich einlud.
Im Juli 2022 gab sie bekannt, dass sie den Banker Bader Shammas geheiratet hat. Das Paar hatte sich im November 2021 verlobt. Im Juli 2023 kam ihr erstes Kind, ein Sohn, zur Welt.

### Konflikte mit dem Gesetz
Ende 2006 wurden Lohans Alkohol- und Drogenprobleme öffentlich. Sie besuchte Treffen der Anonymen Alkoholiker. Im Januar 2007 ließ sie sich in die „Wonderland“-Entzugsklinik in Los Angeles einweisen. Am 26. Mai 2007 wurde sie in Los Angeles wegen Trunkenheit am Steuer festgenommen, nachdem sie mit ihrem Mercedes einen Bordstein gerammt hatte.
Am 24. Juli 2007 wurde sie in Santa Monica ein weiteres Mal festgenommen, nachdem sie die Mutter ihrer persönlichen Assistentin mit hoher Geschwindigkeit durch die Stadt verfolgt hatte. Bei Lohan wurde ein Alkoholgehalt von 1,2 Promille festgestellt, außerdem hatte sie Kokain bei sich. Nach einer neuerlichen Anklage wegen Trunkenheit am Steuer, Drogenbesitzes und Fahrens ohne Fahrerlaubnis wurde sie gegen eine Kaution von 25.000 US-Dollar entlassen. Am 24. August 2007 wurde sie nach einem Schuldeingeständnis zu einer Haftstrafe von einem Tag und zur Ableistung von zehn Sozialstunden verurteilt. Außerdem wurde ihr eine dreijährige Bewährungszeit auferlegt. Am 16. November trat Lohan ihre Haftstrafe im Frauengefängnis von Lynwood (Kalifornien) an; sie wurde allerdings schon nach 84 Minuten wieder entlassen, offiziell wegen Überbelegung des Gefängnisses. Nach Angaben des Pressesprechers soll es sich dabei nicht um einen „Promi-Bonus“ gehandelt haben – Häftlinge, die nur wegen vergleichsweise geringfügiger Vergehen eingesessen hatten, wurden generell früher entlassen.
Mitte Mai 2010 versäumte Lohan einen Gerichtstermin in Beverly Hills innerhalb ihrer dreijährigen Bewährungszeit. Bei einer Vorladung am 24. Mai wurde sie erneut verpflichtet, die verordnete Suchtberatung wöchentlich mindestens einmal zu besuchen. Hätte sie diese Termine nicht eingehalten, drohten ihr bis zu 180 Tage Gefängnisstrafe. Zusätzlich wurde sie nun verpflichtet, eine elektronische Fußfessel (SCRAM device) zu tragen, die über den aus der Haut austretenden Schweiß die Alkoholkonzentration im Blut misst und bei positivem Befund sofort die Behörden alarmiert.
Am 6. Juli 2010 wurde Lohan wegen wiederholter Verstöße gegen ihre Bewährungsauflagen erneut vorgeladen. Das Gericht verurteilte sie zu einer 90-tägigen Haftstrafe. Die Richterin verpflichtete Lohan zudem zu einer anschließenden Teilnahme an einem 90-tägigen stationären Programm gegen Alkohol- und Drogenmissbrauch. Lohan trat die Haft am 20. Juli an, wurde aber bereits nach 13 Tagen wegen Überfüllung des Gefängnisses und guter Führung aus der Haft entlassen. Ihren anschließenden Entzugsaufenthalt im UCLA Medical Center in Los Angeles durfte Lohan nach nur 23 Tagen beenden.
Am 18. September 2010 konnte ihr bei einem verpflichtenden Drogentest Kokainkonsum nachgewiesen werden. Sie wurde erneut zu einer Haftstrafe verurteilt, kam aber durch einen Widerspruch ihres Anwalts noch am selben Tag gegen eine Kaution von 300.000 US-Dollar frei. Bis November 2010 durfte Lohan nicht wie geplant nach New York City umziehen, sie musste sich weiterhin in ihrem Haus in Los Angeles aufhalten. Außerdem durfte sie ein Jahr lang keinen Alkohol konsumieren. Sie musste sich auch bis August 2011 regelmäßigen und nicht angekündigten Alkohol- und Drogentests unterziehen.
Im Chateau Marmont Hotel bekam Lohan Hausverbot, nachdem sie im Juni und Juli 2012 ihre Rechnungen in Höhe von über 46.000 Dollar nicht bezahlt hatte.
Am 19. September 2012 soll Lohan einen Mann angefahren und Fahrerflucht begangen haben. Aufgrund des Videos einer Sicherheitskamera, das zeigte, dass der Mann nicht verletzt wurde und dass die Fahrerin eine angebliche Berührung nicht bemerkt haben konnte, stellte die Staatsanwaltschaft die Ermittlungen ein.

## Filmografie (Auswahl)
Filme
- 1996: Be Cool About Fire Safety (Kurzfilm)
- 1998: Ein Zwilling kommt selten allein (The Parent Trap)
- 2000: Zum Leben erweckt (Life–Size)
- 2002: Lass Dir was einfallen! (Get A Clue)
- 2003: Freaky Friday – Ein voll verrückter Freitag (Freaky Friday)
- 2004: Bekenntnisse einer Highschool-Diva (Confessions of a Teenage Drama Queen)
- 2004: Girls Club – Vorsicht bissig! (Mean Girls)
- 2005: Herbie Fully Loaded – Ein toller Käfer startet durch (Herbie: Fully Loaded)
- 2005: My Scene erobert Hollywood – Der Film (Lindsay Lohan Synchronisation)
- 2006: Liebe braucht keine Ferien (The Holiday)
- 2006: Zum Glück geküsst (Just My Luck)
- 2006: Friendly Fire
- 2006: Robert Altman’s Last Radio Show (A Prairie Home Companion)
- 2006: Bobby
- 2007: Chapter 27 – Die Ermordung des John Lennon (Chapter 27)
- 2007: Georgias Gesetz (Georgia Rule)
- 2007: Ich weiß, wer mich getötet hat (I Know Who Killed Me)
- 2009: (K)ein bisschen schwanger (Labor Pains)
- 2009: Lindsay’s Private Party (Kurzfilm)
- 2010: Machete
- 2010: Judd Apatow’s All-Star Video Part 2 (Kurzfilm)
- 2011: Lindsey Lohan (Kurzfilm)
- 2012: Liz & Dick (Fernsehfilm)
- 2013: Scary Movie 5
- 2013: InAPPropriate Comedy
- 2013: The Canyons
- 2014: Speed the Plow
- 2015: Till Human Voices Wake Us (Kurzfilm)
- 2019: Among the Shadows
- 2022: Falling for Christmas
- 2024: Mean Girls – Der Girls Club (Mean Girls)
- 2024: Irish Wish
- 2024: Our Little Secret
- 2025: Freakier Friday

Fernsehserien
- 1992: Late Night with David Letterman (1 Folge)
- 1993: Springfield Story (01x11765)
- 1995: Sesamstraße (2 Folgen)
- 1996–1997: Another World (7 Folgen)
- 2000: The Wonderful World of Disney (Folge 03x08)
- 2000: Bette (Folge 1x01)
- 2004: King of the Hill (Folge 08x22)
- 2004–2006: Die wilden Siebziger (That ’70s Show, 2 Folgen)
- 2008: Alles Betty! (Ugly Betty, 4 Folgen)
- 2012: Glee (Folge 3x21)
- 2013: Anger Management (Folge 2x12)
- 2013: Late Night with Jimmy Fallon (1 Folge)
- 2013: Eastbound & Down (Folge 04x08)
- 2014: 2 Broke Girls (Folge 3x21)
- 2014: Love Advent (Folge 4x17)
- 2015: Jimmy Kimmel Live! (Folge 13x17)
- 2018: Sick Note (7 Folgen)
- 2021: Devil May Care (Folge 1x06, Stimme von Ziva)
- 2022: Lovestruck High (8 Folgen)

Musik
- 2003: Lillix: What I like About You
- 2003: Lindsay Lohan: Ultimate
- 2004: Lindsay Lohan: Drama Queen (that Girl)
- 2004: Lindsay Lohan: Rumors
- 2004: Lindsay Lohan: Over
- 2004: Lindsay Lohan: I Decide
- 2005: Lindsay Loahn: First
- 2005: Lindsay Lohan: Confessions of a Broken Heart (Daughter to Father)
- 2008: N.E.R:D.: Everyone Nose (All the Girls Standing in the Line for the Bathroom)
- 2011: Miggs: Let the Games Begin
- 2012: R.E.M.: Blue
- 2023: Rita Ora: You Only Love Me

## Diskografie

### Studioalben
| Jahr | Titel                        | Höchstplatzierung, Gesamtwochen, AuszeichnungChartplatzierungen (Jahr, Titel, Platzierungen, Wochen, Auszeichnungen, Anmerkungen) | Höchstplatzierung, Gesamtwochen, AuszeichnungChartplatzierungen (Jahr, Titel, Platzierungen, Wochen, Auszeichnungen, Anmerkungen) | Höchstplatzierung, Gesamtwochen, AuszeichnungChartplatzierungen (Jahr, Titel, Platzierungen, Wochen, Auszeichnungen, Anmerkungen) | Anmerkungen                            |
| Jahr | Titel                        | DE | AT | US | Anmerkungen                            |
| ---- | ---------------------------- | --- | --- | --- | -------------------------------------- |
| 2004 | Speak                        | DE53 (4 Wo.)DE | AT36 (4 Wo.)AT | US4 Platin · (24 Wo.)US | Erstveröffentlichung: 7. Dezember 2004 |
| 2005 | A Little More Personal (Raw) | — | — | US20 Gold · (7 Wo.)US | Erstveröffentlichung: 6. Dezember 2005 |

### Singles
| Jahr | Titel Album                                                                     | Höchstplatzierung, Gesamtwochen, AuszeichnungChartplatzierungen (Jahr, Titel, Album, Platzierungen, Wochen, Auszeichnungen, Anmerkungen) | Höchstplatzierung, Gesamtwochen, AuszeichnungChartplatzierungen (Jahr, Titel, Album, Platzierungen, Wochen, Auszeichnungen, Anmerkungen) | Höchstplatzierung, Gesamtwochen, AuszeichnungChartplatzierungen (Jahr, Titel, Album, Platzierungen, Wochen, Auszeichnungen, Anmerkungen) | Höchstplatzierung, Gesamtwochen, AuszeichnungChartplatzierungen (Jahr, Titel, Album, Platzierungen, Wochen, Auszeichnungen, Anmerkungen) | Höchstplatzierung, Gesamtwochen, AuszeichnungChartplatzierungen (Jahr, Titel, Album, Platzierungen, Wochen, Auszeichnungen, Anmerkungen) | Anmerkungen                              |
| Jahr | Titel Album                                                                     | DE | AT | CH | UK | US | Anmerkungen                              |
| ---- | ------------------------------------------------------------------------------- | --- | --- | --- | --- | --- | ---------------------------------------- |
| 2004 | Rumors Speak                                                                    | DE14 (14 Wo.)DE | AT23 (12 Wo.)AT | CH30 (15 Wo.)CH | — | US— GoldUS | Erstveröffentlichung: 17. September 2004 |
| 2004 | Over Speak                                                                      | DE40 (8 Wo.)DE | AT49 (4 Wo.)AT | CH52 (4 Wo.)CH | UK27 (3 Wo.)UK | — | Erstveröffentlichung: 21. November 2004  |
| 2005 | First Speak                                                                     | DE74 (4 Wo.)DE | — | CH41 (7 Wo.)CH | — | — | Erstveröffentlichung: 10. Mai 2005       |
| 2005 | Confessions of a Broken Heart (Daughter to Father) A Little More Personal (Raw) | — | AT74 (1 Wo.)AT | — | — | US57 (7 Wo.)US | Erstveröffentlichung: 18. Oktober 2005   |

Weitere Singles
- 2008: Bossy
- 2020: Back to Me
- 2022: Jingle Bell Rock (feat. Ali Tomineek)

## Auszeichnungen
Young Artist Awards:
- 1999: Best Performance in a Feature Film – Leading Young Actress für Ein Zwilling kommt selten allein

MTV Movie Awards:
- 2004: Breakthrough Female Performance für Freaky Friday – Ein voll verrückter Freitag
- 2005: Best Female Actress für Girls Club – Vorsicht bissig!

Teen Choice Awards:
- 2004: (Movies – Choice Hissy Fit) für Freaky Friday – Ein voll verrückter Freitag
- 2004: (Movies – Choice Blush) für Girls Club – Vorsicht bissig!
- 2004: (Movies – Choice Actress – Comedy) für Girls Club – Vorsicht bissig!
- 2005: (Movies – Choice Movie Breakout Star) für Girls Club – Vorsicht bissig!

Nickelodeon Kids’ Choice Awards:
- 2006: Favorite Movie Actress für Herbie Fully Loaded – Ein toller Käfer startet durch

Goldene Himbeeren:
- 2007: Nominierung als Schlechteste Schauspielerin in Zum Glück geküsst als Ashley Albright
- 2008: Schlechteste Schauspielerin (einmal als Aubrey Fleming und einmal als Dakota Moss) in Ich weiß, wer mich getötet hat
- 2008: Schlechtestes Leinwandpaar (als Das Yang zu ihrem eigenen Yin) in Ich weiß, wer mich getötet hat
- 2010: Nominierung als Schlechteste Schauspielerin des Jahrzehnts
- 2014: Nominierung als Schlechteste Schauspielerin in The Canyons als Tara
- 2014: Nominierung als Schlechteste Nebendarstellerin in InAPPropriate Comedy und Scary Movie 5 als sie selbst
- 2014: Nominierung als Schlechtestes Leinwandpaar (zusammen mit Charlie Sheen) in Scary Movie 5

Sonstige Auszeichnungen
- 2005: Young Hollywood Award: Superstar of Tomorrow
- 2005: MTV Video Music Award: Best Pop Video für Rumours
- 2006: Hollywood Film Award: Ensemble of the Year für Bobby